# Seconde investiture de Donald Trump

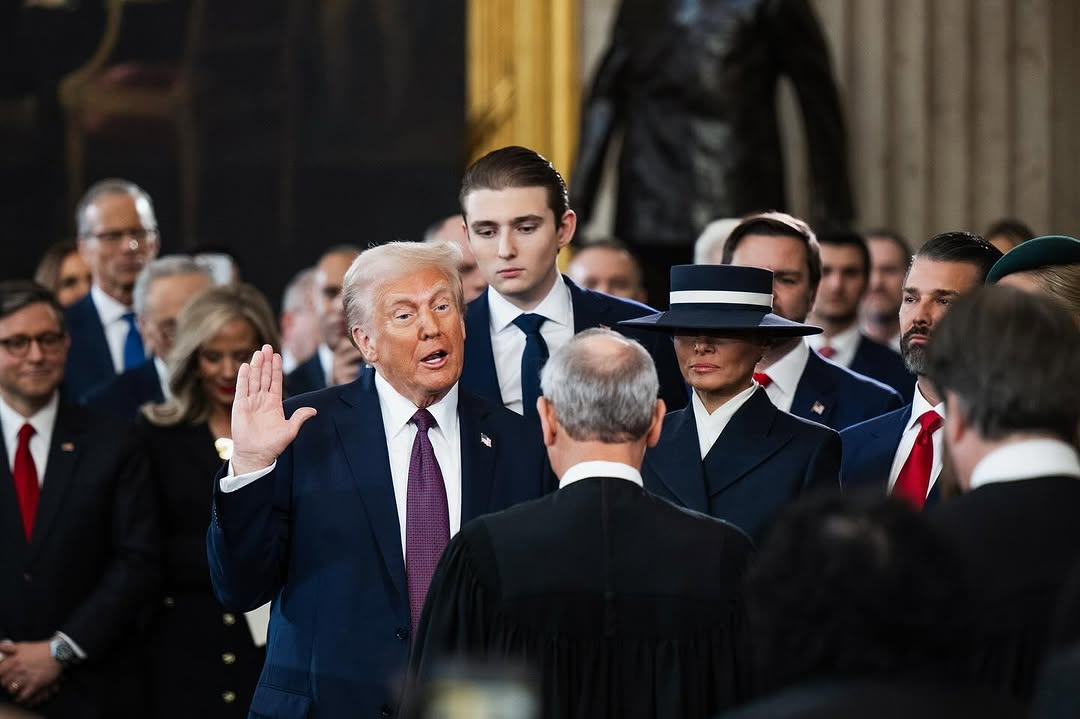
Prestation de serment de Donald Trump.

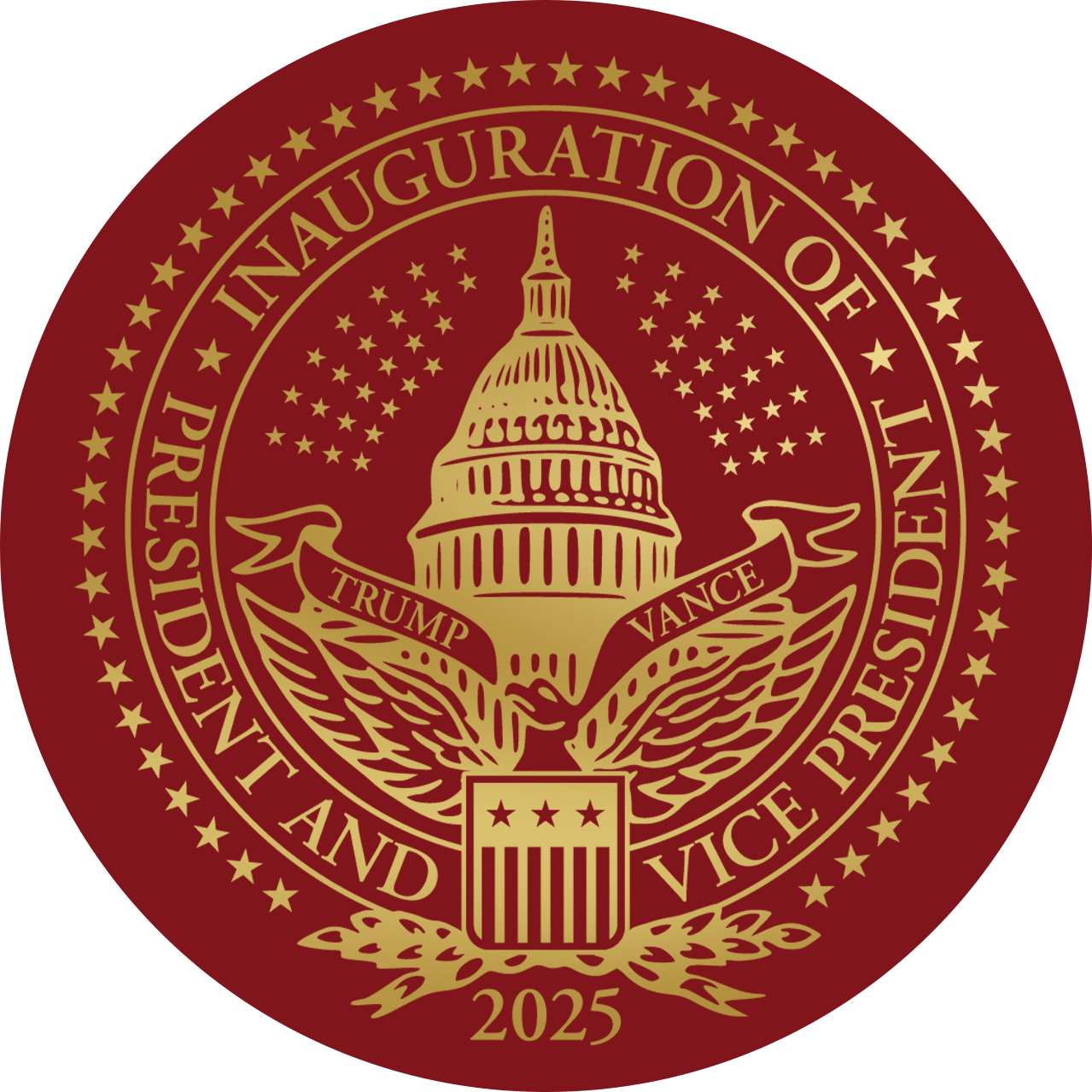
Logo de la 60e investiture.

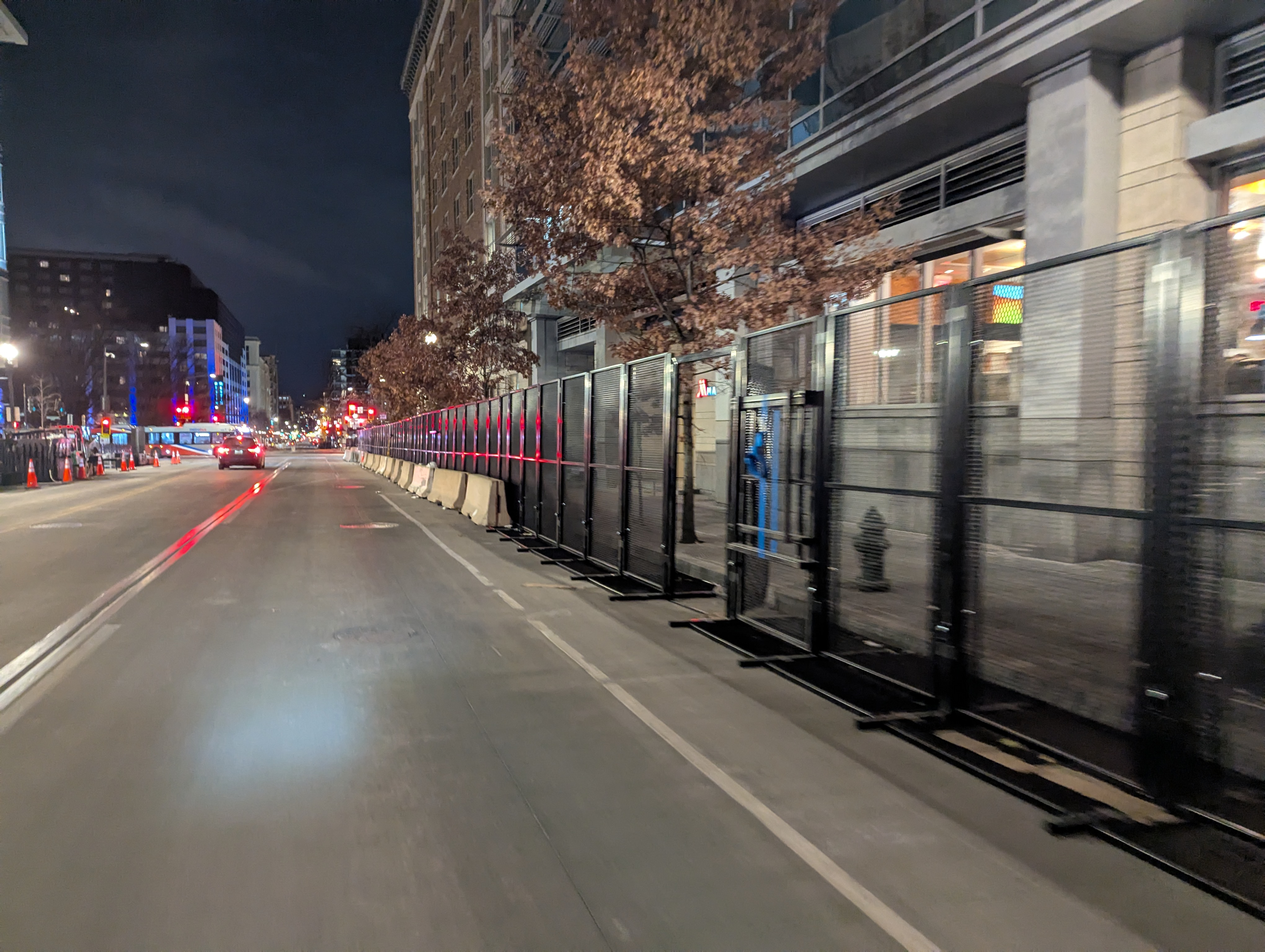
Barrières anti-émeutes mises en place pour le 20 janvier.

La seconde investiture de Donald Trump à la présidence des États-Unis a lieu le lundi 20 janvier 2025. Au cours de ce soixantième Inauguration Day de l'histoire américaine, Trump est investi en tant que 47e président des États-Unis pour son second mandat présidentiel. Commence également le premier mandat de J. D. Vance en tant que vice-président (qui devient le 50e à exercer cette fonction).
Il s'agit en outre de la première réinvestiture non consécutive d'un président américain depuis la seconde investiture de Grover Cleveland en 1893. Également, Trump devient alors la personne la plus âgée à prêter serment à cette fonction.

## Contexte
La cérémonie précédente, pour l'investiture de Joe Biden en 2021, avait été écourtée en raison d'une extraordinaire crise politique, de santé publique, économique et de sécurité nationale, notamment la pandémie de Covid-19 et l'attaque du Capitole du 6 janvier,,. Trump, le président sortant de l'époque, n'avait pas assisté à l'investiture de son successeur.
Alors que les drapeaux sont mis en berne sur les bâtiments publics, les installations militaires et les représentations diplomatiques américaines à l'étranger, à la suite du décès de l'ex-président Jimmy Carter, Donald Trump déplore dans un premier temps que les drapeaux soient toujours en berne pour sa cérémonie d'investiture. Finalement, il est décidé que les drapeaux seront hissés lors de son Inauguration Day avant d'être remis en berne,.

## Déroulement

### Cérémonies préliminaires

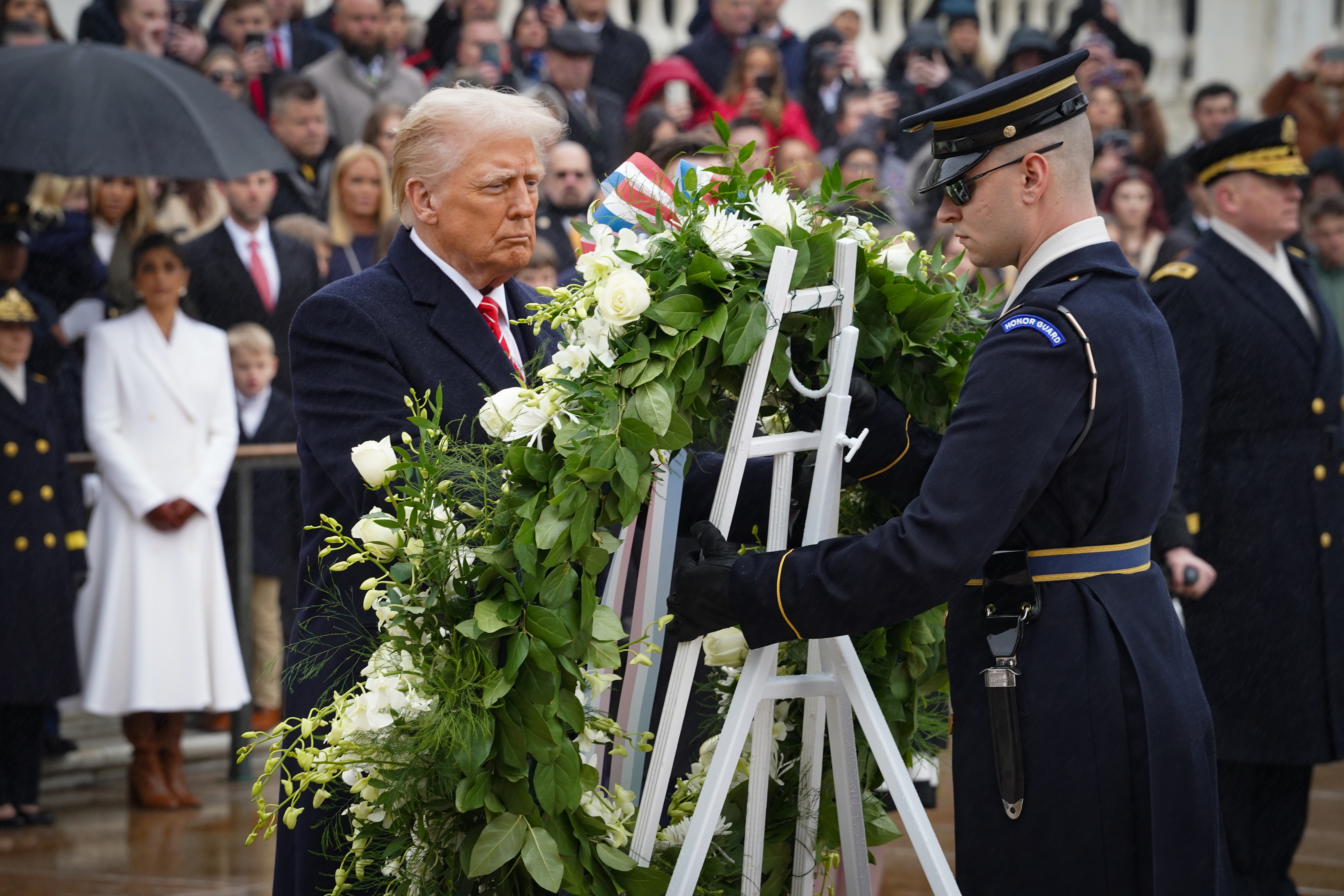
Trump dépose une gerbe sur la Tombe du Soldat Inconnu, le 10 janvier 2025.

Le matin du 19 janvier, Trump et Vance ont visité le cimetière national d'Arlington où ils ont déposé une gerbe sur la Tombe du Soldat Inconnu. Ils étaient accompagnés par des membres de la famille de certaines victimes de l'attaque de l'aéroport de Kaboul en 2021.
Ce soir-là, l'équipe de campagne de Trump a organisé un rassemblement pour les partisans à la Capital One Arena à Washington, D.C. L'événement comprenait des performances de Kid Rock et Lee Greenwood, ainsi que des discours de Trump et Megyn Kelly. Trump a également effectué la Danse Trump sur une interprétation de YMCA jouée par Village People qui ont rejoint le président élu sur scène.

### Assermentation
Le juge associé de la Cour suprême Brett Kavanaugh a administré le serment de fonction de vice-président des États-Unis à J.D Vance. Le juge en chef John Roberts a administré le serment de fonction de président des États-Unis à Donald Trump. La femme de Trump, Melania, tenait deux Bibles pour que Trump place sa main gauche dessus en récitant le serment, conformément à la coutume, mais il ne l'a pas fait. Ceci n'est qu'une tradition; les présidents entrants ne sont pas obligés de placer leur main sur les Bibles.

### Discours inaugural
Dans son discours inaugural, le président Trump a déclaré qu'un nouvel « age d'or » avait commencé. Il a critiqué les tentatives du Département de la Justice sous Merrick Garland de le poursuivre pour les événements du 6 janvier 2021, arguant que ses ennemis politiques avaient armé l'agence. Il a annoncé des actions exécutives pour lutter contre l'immigration illégale, incluant la mise en œuvre des Alien and Sedition Acts, augmenter la production d'énergie en facilitant l'extraction pétrolière, stimuler la fabrication américaine par des tarifs douaniers sur les biens étrangers, restaurer dans leurs postes (avec un salaire rétroactif complet) tous les soldats et employés fédéraux qui ont été licenciés pour ne pas avoir pris le vaccin COVID, reconnaître l'existence de seulement deux genres, établir un département de l'Efficacité gouvernementale, et renommer le golfe du Mexique en « golfe d'Amérique ». Il a également montré un intérêt pour reprendre le contrôle du canal de Panama sous pavillon américain, accusant la Chine de contrôler actuellement le canal. Trump a également dit que les cartels seraient désignés comme des organisations terroristes étrangères. Il a affirmé vouloir être connu comme un faiseur de paix et que la force d'une nation devrait être mesurée par le nombre de guerres auxquelles elle met fin ou empêche plutôt que par celles qu'elle gagne. Il a exprimé sa solidarité pour les victimes de catastrophes naturelles qui ont récemment eu lieu dans plusieurs États, et a loué l'activiste des droits civils Martin Luther King Jr., tout en critiquant l'accent supposément excessif mis sur la race et les questions de genre par les progressistes politiques. Il a déclaré que les États-Unis enverraient des astronautes sur Mars sous sa présidence. Il a dit que rien n'est impossible pour ceux qui font des efforts, citant son propre retour politique inattendu comme un exemple,,,.
The Washington Post a décrit le discours inaugural de Trump comme tentant de souligner l'unité, mais comme ses discours le font habituellement, il a dévié de son cours et est apparu comme « sombre ». Au cours de celui-ci, Trump a fait de nombreuses affirmations fausses et inexactes,. Il s'est décrit comme choisi par Dieu, et a déclaré qu'il avait été « testé et mis au défi plus que tout président dans notre histoire de 250 ans », ce que The Post a noté le plaçant au-dessus de chaque autre président américain comme George Washington et Abraham Lincoln. Trump a invoqué l'expression « destinée manifeste » en décrivant un agenda expansionniste, et a critiqué les démocrates et d'autres dirigeants,. NPR a déclaré que le discours donnait au public américain une meilleure idée de ce que seraient les politiques et les directives de Trump, a noté qu'il n'avait rien dit de l'attaque du 6 janvier ni de ses promesses antérieures de représailles politiques, et a souligné son dénigrement de l'administration sortante juste devant Biden et Harris.
Les invocations précédant le discours inaugural ont été offertes par le cardinal Timothy M. Dolan, l'archidiocèse catholique romain de New York, et le révérend Franklin Graham de la Billy Graham Evangelistic Association. Des bénédictions ont été offertes par le pasteur Lorenzeo Sewell, le rabbin Ari Berman, et le père Frank Mann, du diocèse de Brooklyn. L'Imam Husham Al-Husainy était prévu pour prononcer la première bénédiction jamais faite par un leader musulman lors d'une investiture présidentielle américaine, mais cela n'a finalement pas eu lieu.

## Invités

### Personnalités politiques américaines
Le président en exercice Joe Biden est présent à la cérémonie, contrairement à Donald Trump en 2021 qui avait boycotté celle de son successeur ; la Première dame Jill Biden, la vice-présidente Kamala Harris et son époux Douglas Emhoff sont également présents.
Les anciens présidents Barack Obama, Bill Clinton et George W. Bush sont présents ; ces deux derniers sont accompagnés de leurs épouses Hillary Clinton et Laura Bush, tandis que Michelle Obama n'assiste pas à la cérémonie.
Mike Pence, vice-président sous le premier mandat de Donald Trump, ainsi que le candidat à l'élection présidentielle et futur secrétaire à la Santé et aux Services sociaux Robert F. Kennedy Jr., accompagné de son épouse Cheryl Hines, assistent également à la cérémonie,. Le sénateur Bernie Sanders, ainsi que l'ancien maire de New York et soutien de Donald Trump Rudy Giuliani, sont également présents dans l'assemblée.

### Autres personnalités américaines
Sont également présents à la cérémonie, le journaliste Tucker Carlson, l'animateur Joe Rogan et le militant conservateur Charlie Kirk.

### Monde économique
Elon Musk, Jeff Bezos, Mark Zuckerberg et Tim Cook sont présents,. Le patron de TikTok Shou Zi Chew est invité tandis que la Cour suprême confirme le 17 janvier l'interdiction de l'application,. L'accès à la plateforme a été rétabli pour les Américains après l'annonce, le 19 janvier, d'un décret du nouveau président visant à suspendre l'interdiction dès la semaine suivante (contre la détention de 50 % des actifs de TikTok par les États-Unis).
L’homme le plus riche d’Inde Mukesh Ambani est, avec le Français Bernard Arnault (voir infra), l’un des seuls invités non américains à assister à la cérémonie au sein du carré réservé aux personnalités politiques.

### Personnalités françaises
Éric Zemmour, Marion Maréchal, Sarah Knafo et Louis Sarkozy sont invités à la seconde investiture de Donald Trump,,.
Le Rassemblement national est représenté par une délégation d'élus menée par le premier vice-président du parti Louis Aliot, Julien Sanchez et Alexandre Sabatou. Jordan Bardella est invité en tant que président du groupe Patriotes pour l'Europe mais refuse l'invitation et est représenté par cette délégation.
Le chef d'entreprise et milliardaire Bernard Arnault est deux rangs derrière les anciens présidents américains. Il est accompagné de sa femme, de sa fille Delphine et de son fils Alexandre. Le fondateur d'Iliad et milliardaire Xavier Niel est également présent.

### Personnalités politiques mondiales
Le président du parti d'extrême droite belge Vlaams Belang, Tom Van Grieken est également invité.
Le président de la Nation argentine Javier Milei et la présidente du Conseil des ministres d'Italie Giorgia Meloni sont invités. La présidente de la Commission européenne Ursula von der Leyen n'a pas été invitée, tout comme le président de l'Ukraine Volodymyr Zelensky. Le président chinois Xi Jinping a été invité mais a refusé d'assister à l'investiture. Benyamin Netanyahou n'a pas été invité, ce qui pourrait résulter de son mandat d'arrêt international. Boris Johnson, ancien Premier ministre du Royaume-Uni, est invité, de même que Jair Bolsonaro, ancien président du Brésil. Le Premier ministre de Hongrie Viktor Orbán n'a pas été invité, pas plus qu'aucun autre membre du gouvernement hongrois.
Salomé Zourabichvili, ancienne présidente de la Géorgie dont la légitimité du successeur est contestée, est également présente, sur invitation du membre du Congrès Joe Wilson, défenseur de l'opposition pro-occidentale durant les manifestations antigouvernementales qui secouent le pays.

### Boycott des démocrates
Certains élus du Parti démocrate souhaitent boycotter la deuxième investiture de Donald Trump. Il y a plusieurs raisons à cela, notamment le fait que le 20 janvier coïncide avec le Martin Luther King Day ou encore en réaction à l'assaut du Capitole par des partisans de Donald Trump.
Parmi les démocrates ne venant pas, on peut compter :
- Don Beyer
- Sean Casten
- Judy Chu
- Steve Cohen
- Jasmine Crockett
- Veronica Escobar
- Kweisi Mfume
- Alexandria Ocasio-Cortez
- Ilhan Omar
- Delia Ramirez
- Deborah Ross
- Lateefah Simon
- Adam Smith
- Bonnie Watson Coleman

## Coût et financement de la cérémonie
Les dons reçus pour la cérémonie d’investiture atteignent un montant record avec plus de 170 millions de dollars collectés depuis le jour de l’élection. Parmi les principaux contributeurs à son financement figurent des géants de l’automobile comme Ford et Toyota, ainsi que de la tech, tels que Google et Microsoft qui versent chacun un million de dollars. Les patrons d'Apple (Tim Cook), d'Amazon (Jeff Bezos), de Meta (Mark Zuckerberg) et d'OpenAi (Sam Altman) versent cette somme à titre personnel.

## Polémiques

### Lors de la cérémonie

#### Salut polémique d'Elon Musk
Peu après la cérémonie, lors d'une intervention publique au Capital One Arena, le multimilliardaire Elon Musk effectue ce que certains ont interprété comme un salut nazi quand d'autres n'y ont vu qu'un geste maladroit qui serait dû à son autisme.

#### Conflit entre Trump et l'évêque de Washington
Le 21 janvier, lors du traditionnel service religieux à la cathédrale nationale de Washington qui suit la cérémonie d'investiture, Mariann Budde, évêque de l'église épiscopalienne des États-Unis, prononce un sermon dans lequel elle interpelle Donald Trump. Elle implore le nouveau président de « faire preuve de miséricorde » notamment envers les immigrants et les personnes LGBT,. Elle évoque aussi face à Trump, « les gens qui cueillent nos récoltes, qui nettoient nos bureaux, qui peinent dans les élevages de volaille et les abattoirs, qui font la plonge après que nous dînons dans les restaurants, et qui travaillent la nuit dans les hôpitaux [...] Ils ne sont peut-être pas des citoyens [américains], ou n’ont peut-être pas les bons papiers, mais la grande majorité des immigrants ne sont pas des criminels ». Ayant peu apprécié l'intervention de Mariann Budde, Donald Trump réclame des excuses en déclarant qu'elle « avait un ton méchant ».

### À l'international
Une polémique est apparue en Belgique au sujet du choix de la RTBF de diffuser le discours d'investiture de Donald Trump avec un différé de 2 minutes « pour prendre le temps de l’analyse ». Cette décision a été vivement critiquée par Georges-Louis Bouchez président du Mouvement réformateur. La ministre des médias Jacqueline Galant également membre du Mouvement réformateur s'est quant à elle étonnée du choix de la RTBF quand d'autres médias francophones comme LN24 ont fait le choix d'une diffusion en direct.